# 恋、した。
『恋、した。』 (こい した)は、TXN (テレビ東京ネットワーク)が1997年に放送した、1話完結作群全25話から成るテレビドラマである。テレビ東京における放送日時は、同年4月7日から9月29日の（6月2日のみスキップした毎週）火曜未明 0時45分 - 1時15分(月曜深夜24時45分 - 25時15分)であった。

## 概要
女性たちの恋の破綻をテーマとしたドラマ群である。心の孤独が解消されない男女関係に対する、愁いを描いた作品などのセットであった。25話の物語全部が厳密に趣旨に従っている訳ではないが、それが幸いして多様性が確保された面も有る。
それぞれのエピソードが1話完結型でありながら、毎回必ず描写されるシチュエーションが有った。バーのマスターがカクテルを作って出す場面がそれである。出されるカクテルは回ごとに違い、そのカクテルの名称が各話のタイトルに内包されている仕組みであった。定番とは言い難いカクテルも有るが、自由に新作が創造されているカクテルの世界の、現実を反映したとも言えよう。
マスターに扮する田口トモロヲは各編全てに登場し、狂言回しに似た役割を担っていた。田口の、「恋、した。」と言う声が挿入されるのも約束事であった。

## キャスト・スタッフ
出演者のクレジット順は放送時のままである。ヒエラルキー推移に関わる検証や調整はしていない。
- 第1話：ドライマティーニで乾杯した日
  - 出演者：黒谷友香、高田美佐、田口トモロヲ
  - 演出：今井厚生
  - 脚本：石川彰
- 第2話：モスコミュールが好きな女
  - 出演者：さとう珠緒、金山一彦、岩永信悟、田口トモロヲ
  - 演出：今井厚生
  - 脚本：石川彰
- 第3話：ギムレットの夜
  - 出演者：及川麻衣、練木有美子、藤崎卓也、飯田基祐、田口トモロヲ
  - 演出：堀川まさる
  - 脚本：福田卓郎
- 第4話 ：スプリングヘイズの向こう側
  - 出演者：土屋久美子、三上高央、梅津秀行、田口トモロヲ
  - 演出：岡本正仁
  - 脚本：中森春司
- 第5話：はじめてのジャックローズ
  - 出演者：辻香緒里、川村さおり、森大空、木川淳一、田口トモロヲ
  - 演出・脚本：佐藤ワラ
- 第6話：こぼれたトライアングルドライ
  - 出演者：大濱ルミ、私市トロイ、毛利賢一、田口トモロヲ
  - 演出：長澤敏靖
  - 脚本：中森春司
- 第7話：ピンクダイキリに愛をこめて
  - 出演者：嶋田博子、村松利史、東康彦、田口トモロヲ
- 第8話：さようならドルフィンキッス
  - 出演者：吉村美紀、東根作寿英、田口トモロヲ
  - 演出：井筒和幸

脚本：田中章義
- 第9話：ミモザ、ふたたび。
  - 出演者：佐藤康恵、藤森香衣、安達直人、小林丈、戸田論子、石川優子、大越利奈、大越唯夏、大谷素美江、吉野香織、松田志津子、山本千紗子、杉山育未、田口トモロヲ
- 第10話：オールドタウンで恋をして
  - 出演者：小林麻子、千葉哲也、田口トモロヲ
  - 演出：篠原哲雄
- 第11話：ブラッディマリーの誘惑
  - 出演者：伊沢磨紀、藤田秀幸、上村美穂、井口昇、高杉裕子、井上睦都実、青木眞弥、田口トモロヲ
- 第12話：出走！ラビアン・ローズ
  - 出演者：片岡礼子、千葉綾乃、岸建太朗、末吉俊規、川崎桜、樫村美紀、河田義市、田口トモロヲ
- 第13話：花椿の秘密
  - 出演者：伊藤裕子、中村獅童、小日向文世、宮田早苗、宇津木真、伊東里織、田口トモロヲ
  - 監督・脚本：佐藤信介
  - 撮影監督：河津太郎
  - ラインプロデューサー：太田実
  - 制作会社：アミューズ
  - 制作協力：アングルピクチャーズ
- 第14話：レッドアイの約束
  - 出演者：中村英子、寺島進、宮沢美保、田中哲司、佐嶋美香、泉尚摯、佐嶋宣美、鍋藤紀子、田口トモロヲ
- 第15話：PM6:31 アースクェイク
  - 出演者：堺雅人、松尾れい子、茅野佐智恵、高橋貴代子、伏石秦宏、田口トモロヲ
  - 監督：井筒和幸
  - 脚本：佐藤信介
  - 制作会社：アミューズ
- 第16話：スウィートエメラルド
  - 出演者：吉本多香美、松川ゆい、太田栄、田口トモロヲ
- 第17話：バージン・チチ・ラプソディ
  - 出演者：真行寺君枝、田口トモロヲ、前田亜季
  - 監督•脚本 : 風間志織
  - 制作会社：アミューズ
- 第18話：夜明けのエンジェルズ・キッス
  - 出演者：早勢美里、小林由美恵、矢敷朱美、沢口ひとみ、岡部優子、山田里奈、安東郁、田口トモロヲ
- 第19話：ブルームーン[1]
  - 出演者：岡田理江、大野麻那、津田寛治、垂水みる、田中哲司(声)、田口トモロヲ
  - 演出・脚本：行定勲
- 第20話：シンデレラは二度ベルを鳴らす
  - 出演者：ちはる、井筒森介、田口トモロヲ、江川加絵、加藤重樹
  - 監督：井上春生、(監督補：大日方教史、助監督：根岸弓・窪田博之)
  - 脚本：佐藤信介
  - 制作会社：アミューズ、テレコムスタッフ
  - 撮影：木村重明、(照明：渡辺大介・ヴィデオエンジニア：長谷川智亮)
  - 制作応援：児島冬樹
  - 音効：玉井実、音声：平澤哲
  - 美術：細石照美、(衣装：小倉久乃・メイク：ひとみ)
- 第21話：end of summer
  - 出演者：秋元綾香、田口トモロヲ
- 第22話：ハイ・スピード3〜恋のストローハット(ウソ)
  - 出演者：浅野忠信、田口トモロヲ、KOKO、永澤俊矢、鈴木一真
  - 監督：田口トモロヲ
- 第23話：千話喧嘩(ちわげんか)[2]
  - 出演者：粟田麗(栗田麗)、橋野恵美(はしのえみ)、八反田勝就、川野弘毅、棚橋ナッツ、田口トモロヲ
  - 監督・脚本：佐藤信介
  - 撮影監督：河津太郎
  - ラインプロデューサー：太田実
  - 制作：アミューズ
  - 制作協力：アングルピクチャーズ
- 第24話：アラウンド・ザ・ワールド AROUND THE WORLD
  - 出演者：マリオ、鈴木晶子、湖村、高橋かすみ、田口トモロヲ
- 第25話：屋頂上的蝴蝶〜屋上のバタフライ〜 (最終話)
  - 出演者：季維維、田口トモロヲ

## テーマミュージック
- エンディング曲：SIAM SHADE「RISK」

## 放送日程
| 放送回 | 放送日  | サブタイトル                              |
| ------ | ------- | ----------------------------------------- |
| 第1話  | 4月7日  | ドライマティーニで乾杯した日              |
| 第2話  | 4月14日 | モスコミュールが好きな女                  |
| 第3話  | 4月21日 | ギムレットの夜                            |
| 第4話  | 4月28日 | スプリングヘイズの向こう側                |
| 第5話  | 5月5日  | はじめてのジャックローズ                  |
| 第6話  | 5月12日 | こぼれたトライアングルドライ              |
| 第7話  | 5月19日 | ピンクダイキリに愛をこめて                |
| 第8話  | 5月26日 | さようならドルフィンキッス                |
| 第9話  | 6月9日  | ミモザ、ふたたび。                        |
| 第10話 | 6月16日 | オールドタウンで恋をして                  |
| 第11話 | 6月23日 | ブラッディマリーの誘惑                    |
| 第12話 | 6月30日 | 出走！ラビアン・ローズ                    |
| 第13話 | 7月7日  | 花椿の秘密                                |
| 第14話 | 7月14日 | レッドアイの約束                          |
| 第15話 | 7月21日 | PM6:31 アースクェイク                     |
| 第16話 | 7月28日 | スウィートエメラルド                      |
| 第17話 | 8月4日  | バージン・チチ・ラプソディ                |
| 第18話 | 8月11日 | 夜明けのエンジェルズ・キッス              |
| 第19話 | 8月18日 | ブルームーン                              |
| 第20話 | 8月25日 | シンデレラは二度ベルを鳴らす              |
| 第21話 | 9月1日  | end of summer                             |
| 第22話 | 9月8日  | ハイ・スピード3〜恋のストローハット(ウソ) |
| 第23話 | 9月15日 | 千話喧嘩(ちわげんか)                      |
| 第24話 | 9月22日 | アラウンド・ザ・ワールド AROUND THE WORLD |
| 第25話 | 9月29日 | 屋頂上的蝴蝶〜屋上のバタフライ〜          |

## 関連商品
- DVD「行定勲 Heart Warming Collection えんがわの犬／恋、した。〜ブルームーン〜」(2004年) - 「恋、した。／ブルームーン」(=第19話)収録。「えんがわの犬」(2001年第12回ゆうばり国際ファンタスティック映画祭出品作)との抱き合わせ。